# George Finlay
George Finlay (Faversham, 1799 – Atene, 1875) è stato uno storico scozzese.
Partecipò alla guerra d'indipendenza greca insieme a George Byron; nel 1827 si stabilì ad Atene. Nel 1877 pubblicò in 7 volumi la Storia della Grecia dalla sua conquista da parte dei Romani al presente.